# ريان براون
ريان براون (بالإنجليزية: Ryan Brown)‏ (15 مارس 1985 بستوك أون ترينت في المملكة المتحدة - ) هو مهندس ولاعب كرة قدم بريطاني في مركزي الظهير والدفاع. لعب مع بورت فايل وستافورد رينجرز وKidsgrove Athletic F.C. ‏ وليك تاون ‏ ونورثويتش فيكتوريا ونادي ألترينتشام.

## وصلات خارجية
- ريان براون على موقع قاعدة بيانات كرة القدم.إي يو (الإنجليزية)
- ريان براون على موقع Soccerbase.com (لاعب) (الإنجليزية)